# 阿莱什·赫瓦洛夫斯基
阿莱什·赫瓦洛夫斯基（捷克語：Aleš Chvalovský，1979年5月29日—），捷克男子足球运动员，司职守门员。他曾代表捷克国家队参加2000年夏季奥林匹克运动会足球比赛，获得第十四名。